# Собор Святого Трифона
Собор Святого Трифона (черног. Катедрала Светог Трифуна/Katedrala Svetog Trifuna) в Которе — кафедральный собор Которской католической епархии во главе с епископом Илиёй Яничем (черног. Ilija Janjić).
Которская епархия суффраганна по отношению к хорватской архиепархии Сплит-Макарска, которую возглавляет архиепископ Сплита, а потому собор Святого Трифона стал центром духовной жизни местных хорватов, исторически составляющих существенную часть населения Котора.
Это один из двух кафедральных католических соборов Черногории, наряду с собором Непорочного зачатия Девы Марии, расположенным в городе Бар.

## О соборе
Собор Святого Трифона, несмотря на многочисленные перестройки, представляет собой выдающийся образец романской архитектуры. Современное здание расположено на месте римского сооружения. Храм был построен в начале IX века, а в 841 году разрушен арабами. Его остатки были обнаружены при реставрационных работах.
Здание собора было освящено 19 июля 1166 года во имя Святого Трифона, которого считают покровителем Котора. На долю здания выпало множество испытаний; одним из самых тяжелых моментов в истории храма было катастрофическое землетрясение 1667 года. Его последствиями стало разрушение части здания, вследствие чего обе колокольни собора пришлось построить заново. Возведенные из камня с ныне хорватского острова Корчула, они приобрели некоторые свойственные барокко черты. Между собой они были соединены широкой аркой, разделяющей фасад здания по горизонтали. На верхней части фасада расположено достаточно крупное окно-розетка, арка образует собой портик, расположенный непосредственно над входом в собор.
В 1979 году в Черногории произошло ещё одно разрушительное землетрясение. Собор Святого Трифона оказался в числе поврежденных объектов, однако к 2003 году восстановительные работы, проводимые по инициативе ЮНЕСКО, были завершены во всём городе. Собор Святого Трифона является частью объекта Всемирного наследия «Природный и культурно-исторический регион Котора».
На фасаде собора сохранилась мемориальная доска, установленная в 1925 году в честь тысячелетия со дня коронования первого хорватского короля Томислава.

## Внутреннее убранство

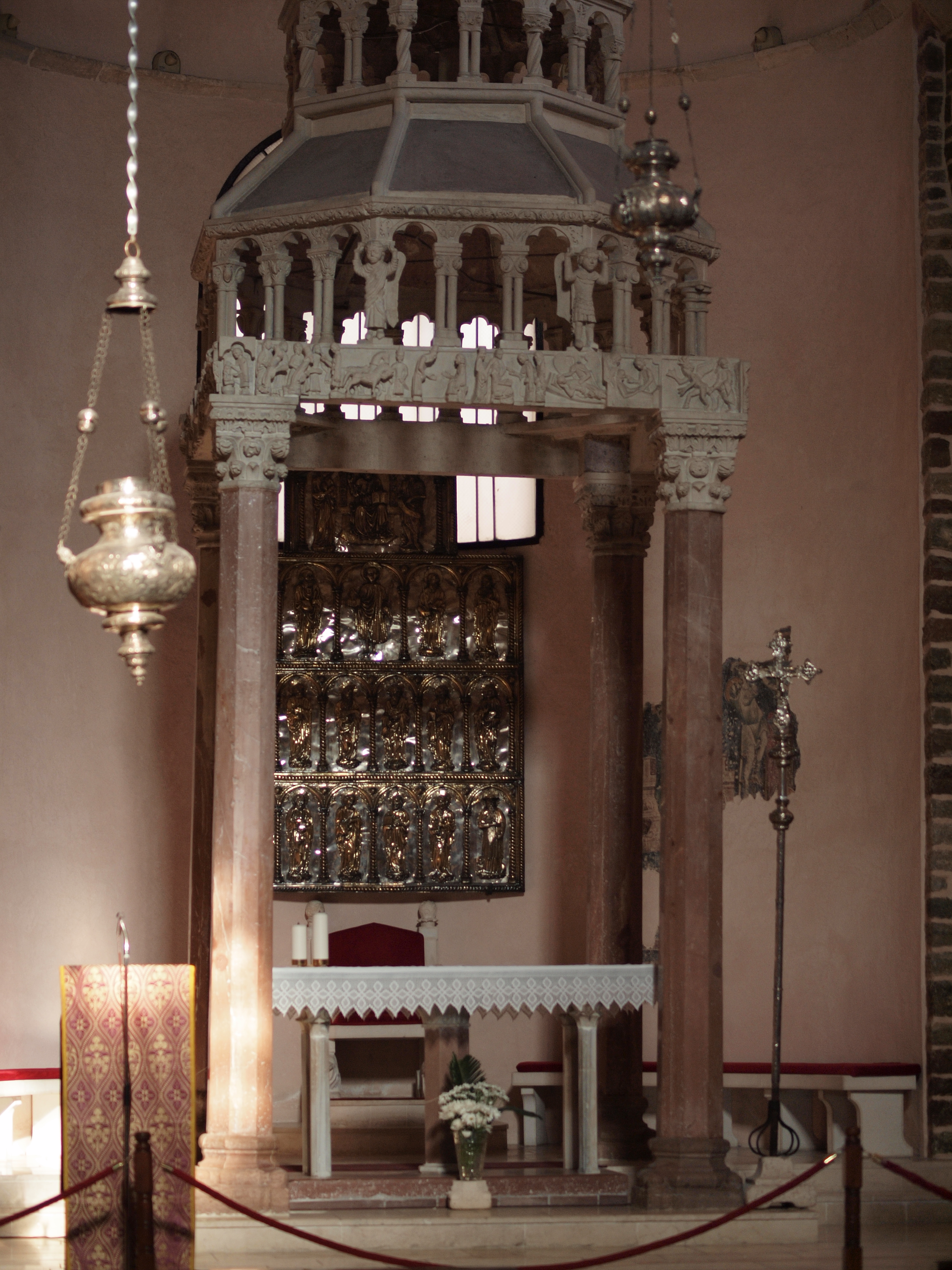
Алтарь

Справа от основного входа в здание расположен саркофаг с телом Андрии Сарацениса — которского горожанина, в IX столетии выкупившего мощи Святого Трифона у венецианских купцов, доставивших их в Котор из Константинополя.
Один из наиболее примечательных элементов внутреннего убранства храма — балдахин над дарохранительницей, шедевр готики. Четыре колонны из красного мрамора, добытого в Каменари, городке неподалёку от Котора, поддерживают восьмиугольную трехъярусную конструкцию, увенчанную фигуркой ангела. На каждом из трёх ярусов резьбой по камню запечталены сцены из жизни Святого Трифона. В древности все стены храма были расписаны фресками, которые практически не сохранились до настоящего времени. Недавно на апсидах и сводах нефов были обнаружены остатки росписи, выполненные в византийском стиле. Доказано, что создание этих фресок датируется XIV веком, однако точно не известно, кто написал их — греки или сербы.
В часовне, построенной в XIV веке, покоятся мощи Святого Трифона. Там же расположено большое деревянное распятие, точное происхождение которого не установлено.

## Туризм
В результате землетрясения 1979 года собор был серьёзно повреждён, но восстановлен вместе с другими объектами, в основном, с помощью ЮНЕСКО. Сейчас собор Святого Трифона представляет собой одну из важнейших туристических достопримечательностей Котора, и именно его часто рассматривают как символ города. Собор открыт для посещения туристов.